# Pedilus elegans
Pedilus elegans is een keversoort uit de familie vuurkevers (Pyrochroidae). De wetenschappelijke naam van de soort is voor het eerst geldig gepubliceerd in 1830 door Hentz.